# Escut d'Estamariu

Representació de l'escut d'Estamariu segons el blasonament oficial

L'escut oficial d'Estamariu té el següent blasonament:
Escut caironat: de sable, un lleó coronat d'or. Per timbre, una corona mural de poble.

## Història
Va ser aprovat el 9 d'octubre de 1992 i publicat al DOGC núm. 1660 el 23 d'octubre del mateix any.
El lleó coronat és un senyal tradicional de l'escut del poble. Estamariu pertanyia al vescomtat de Castellbò, anomenat Castell-lleó fins a mitjan segle xi (probablement, doncs, les armes del poble són tretes de les armes parlants del vescomtat de Castell-lleó).